# 더스크 다이버
《더스크 다이버》는 JFI 게임스가 제작하고 대만의 게임 배급사 와닌 게임스가 배급한 3D 핵 앤드 슬래시 액션 어드벤처 게임이다. 마이크로소프트 윈도우, 플레이스테이션 4 및 닌텐도 스위치 플랫폼용으로 2019년 10월 23일 출시됐다.
주인공은 번화가 시먼딩에 거주하는 여고생 양 유모으로, 플레이어는 유모를 조종해 시먼딩의 이면 세계 유샨딩에서 넘어온 마물들과 격투하며 진행한다. 유모의 수호자나 타 캐릭터와 연계해 다양한 방법으로 공격할 수 있는 격투 시스템이 특징이다.
2022년 2월 24일 후속작 《더스크 다이버 2》가 발매됐다.

## 반응
리뷰 애그리게이터 웹사이트 메타크리틱에 따르면 《더스크 다이버》는 플레이스테이션 4판과 닌텐도 스위치판이 각각 100점 만점에 54점, 64점을 기록해 "평균적 및 복합적인 평가"를 받았다.

## 후속
2022년 2월 24일, 본작에서 1년 후의 이야기를 다룬 후속작 《더스크 다이버 2》가 마이크로소프트 윈도우, 플레이스테이션 4 및 닌텐도 스위치용으로 발매됐다. 같은 날, 인티 크리에이츠의 액션 게임 《건볼트 크로니클스: 루미너스 어벤저 iX 2》에서 주인공 양 유모가 《더스크 다이버 2》의 모습으로 보스로서 등장하는 DLC가 출시됐다.

## 참조

### 내용주
1. ↑  영어: Dusk Diver, 중국어: 酉閃町